# Nexo Knights
Nexo Knights est une série télévisée d'animation, d'action et de science-fiction danoise. Diffusée entre 2015 et 2017 à la télévision américaine, elle est dérivée de la gamme homonyme du jeu de construction Lego.

## Trame
Jestro est un bouffon sans grand talent de la cour royale. Ses blagues devenant de plus en plus ennuyeuses, le roi décide de le jeter dehors. Pour se venger, le fou décide de le maudire à l'aide un livre de sort qu'il a trouvé dans une bibliothèque, mais il se trompe de sortilège et invoque Monstrox. Monstrox est une entité maléfique ayant l'apparence d'un livre qui se donne pour objectif de conquérir le monde. Ses ambitions et celle du bouffon vont rapidement se rejoindre.

## Fiche technique
Sauf indication contraire, les informations mentionnées dans cette section peuvent être confirmées par la base de données cinématographiques IMDb,  présente dans la section « Liens externes ».
- Titre original : Nexo Knights
- Réalisation : Dave Osbourne, Jerry Jerrer, Jean Paul Vermeulen, Stu Gamble, Dipan Gajjar et Alan Simpson
- Scénario :  Ernie Altbacker, Tommy Andreasen, Alexandre Boudon, Christian Damm, John Derevlany, Thomas Sebastian Fenger, Mark Hoffmeier, Mikkel Lee, Erik Legernes, Phil McCormick, David McDermott, Andrew Robinson et Jack C. Thomas
- Musique : Tom Bailey et James Gosling
- Montage : Adam Dymond et Beverly Maguire
- Sociétés de production : The Lego Group, M2 Enternaiment
- Pays :  Danemark,  États-Unis
- Premières diffusions : voir section « Diffusions »

## Distribution
Sauf indication contraire, les informations mentionnées dans cette section peuvent être confirmées par la base de données cinématographiques IMDb,  présente dans la section « Liens externes ».
- Giles Panton : Clay Moorington (VFB : Grégory Praet)
- Erin Mathews : Macy Halbert, Robin Underwood (VFB : Stéphanie Flamant)
- Ian Hanlin : Lance Richmond (VFB : David Manet)
- Brian Drummond : Axl (VFB: Unknown)
- Alessandro Juliani : Aaron Fox (VFB : Maxime Donnay)
- Maryke Hendrikse : Ava Prentiss (VFB : Béatrice Wegnez)
- Vincent Tong : Jestro (VFB : Didier Colfs)
- Mark Oliver : Monstrox (VFB : Jean-Marc Delhausse)
- Nicole Oliver : Queen Halbert
- Garry Chalk : General Magmar
- Michael Adamthwaite : Brickland (VFB : Jean-Marc Delhausse)
- Michael Daingerfield : Joks Knightly
- Jennifer Hayward : Goldie Richmond
- Alan Marriott : Chef Rambley
- Noel Johansen : General Garg
- Kathleen Barr : Whiparella
- Jason Simpson, Colin Murdock, Lisa Bunting, Heather Doerksen
- Directeur de casting : Michael Donovan

## Épisodes
| Saison | Saison | Épisodes | Diffusion originale (États-Unis) | Diffusion originale (États-Unis) |
| Saison | Saison | Épisodes | Premier épisode                  | Dernier épisode                  |
| ------ | ------ | -------- | -------------------------------- | -------------------------------- |
|        | 1      | 10       | 11 janvier 2016                  | 24 mars 2016                     |
|        | 2      | 10       | 13 août 2016                     | 22 octobre 2016                  |
|        | 3      | 10       | 4 février 2017                   | 8 avril 2017                     |
|        | 4      | 10       | 1er juin 2017                    | 3 août 2017                      |

### Saison 1 (2016)
1. Le Livre des monstres - Première Partie
2. Le Livre des monstres - Deuxième Partie
3. Le Pouvoir de Merlok
4. Le Code des chevaliers
5. La Peur des chevaliers
6. Le Château d'or
7. Le Labyrinthe des illusions
8. Le Chevalier noir
9. Destruction totale
10. La Puissance et la magie

### Saison 2 (2016)
1. Retour à l'école
2. Les Dangers de la cupidité
3. Le Livre de l'obsession
4. Le Tournoi du roi
5. Un Chef monstrueux
6. De Cruelles Vacances
7. Un bien étrange rhume
8. Le Jestro Comedy Club
9. À la poursuite du Fortrex
10. Un royaume de héros

### Saison 3 (2017)
1. Le Nuage
2. Ça rouille
3. Mont-Tonnerre
4. Une Journée pourrie
5. Tempête sur la Forêt de Pierre
6. Une Mine de déterrés
7. Une Nuit au musée
8. Massage aux pierres chaudes
9. Le Cœur du royaume
10. La Relève

### Saison 4 (2017)
1. Jour de fête à Knighton
2. Le Chevalier gris
3. Il était une fois à Rienville
4. Au service secret de sa majesté
5. Le Grand Rockowski
6. Krakenskull
7. Cœur de pierre
8. Une montagne de mauvaises nouvelles
9. La Marche du colosse
10. La Chute

## Diffusion
Les premiers épisodes de la série sont diffusés en Europe centrale et orientale le 28 novembre 2015 sur Cartoon Network et aux États-Unis sur la chaîne Cartoon Network le 13 décembre 2015 et en janvier 2016. À l'étranger, la série débute au Moyen-Orient sur Cartoon Network et en France sur Gulli le 18 décembre 2015, en avant-première. Elle a été aussi diffusée sur Cartoon Network en "avant-première" en juin 2016 et y est régulièrement diffusée depuis septembre 2016. En Belgique, elle est aussi diffusé sur La Trois. Au Royaume-Uni et en Irlande, l'avant-première s'est déroulé le lendemain puis la première le 1er février 2016, toujours sur Cartoon Network,. La même date, le 19 décembre, est celle de la création de la série en Turquie (Cartoon Network) et le 23 sur Cartoon Network Nordique. L'avant-première polonaise s'est déroulé le 26 décembre 2016 sur Cartoon Network. Au Canada, c'est sur Télétoon que la série apparaît le 8 janvier 2016, sur Cartoon Network pour l'Australie et la Nouvelle-Zélande le 6 février 2016 et sur la même chaîne en Afrique le 27 février 2016.